# (6932) Tanigawadake
(6932) Tanigawadake est un astéroïde de la ceinture principale.

## Description
(6932) Tanigawadake est un astéroïde de la ceinture principale. Il fut découvert le 24 décembre 1994 à Oizumi par Takao Kobayashi. Il présente une orbite caractérisée par un demi-grand axe de 2,33 UA, une excentricité de 0,25 et une inclinaison de 3,7° par rapport à l'écliptique.

## Compléments